# Frégate de 18

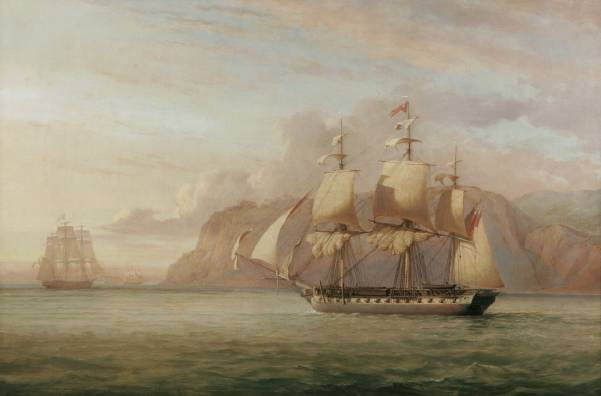
HMS Amelia, ex-Proserpine, sister-ship de l’Hébé.

La frégate de 18 est un type de navire de guerre portant des canons de 18 livres, de la fin du XVIIIe siècle au début du XIXe siècle.
Les frégates de cette époque portent des canons dans leur unique pont-batterie, auxquels se rajoutent les pièces d'artillerie présentes sur le pont principal.
Elles sont classées non seulement à partir du nombre de canons qu'elles portent (comme pour les vaisseaux), mais surtout à partir du calibre de leurs canons, exprimé par la masse en livres des boulets tirés.
À partir de la seconde moitié du XVIIIe siècle, les marines française et britannique se livrent à une course aux armements, produisant par séries de plusieurs dizaines d'unités des frégates et des vaisseaux portant toujours plus de canons :
- des frégates portant des canons de 12, puis de 18 et de 24 livres ;
- des vaisseaux portant 64 canons, puis 74, 80, 100, 110 et 118 canons.

La première frégate de 18 est française, c'est l’Hébé lancée en 1782, mais elle capturée la même année par les Britanniques qui vont la copier à partir de 1800.
Ces frégates sont vite surclassées par les grosses frégates de 24, bien plus puissantes.

## Françaises
Selon le règlement du 1er janvier 1786, l'équipage de temps de guerre doit être théoriquement de 324 hommes (230 en temps de paix) : soit 7 officiers, 4 élèves ou volontaires, 36 officiers-mariniers, 22 canonniers (des troupes de marine), 4 timoniers, 160 matelots, 45 soldats (troupes de marine ou infanterie de ligne), 26 mousses, 10 surnuméraires et 7 valets.

Sous la République et l'Empire, l'équipage passe à 340 hommes (260 en temps de paix), dont huit officiers (un capitaine de frégate, trois lieutenants et quatre enseignes).
| Noms de séries    | Ingénieurs                       | Armements                             | Nombre construit | Dates de lancement |
| ----------------- | -------------------------------- | ------------------------------------- | ---------------- | ------------------ |
| Classe Hébé       | Jacques-Noël Sané                | 38 canons                             | 6 unités         | de 1782 à 1793     |
| classe Danae      | Charles Segonday-Duvernet        | 36 canons                             | 3 unités         | de 1782 à 1785     |
| classe Nymphe     | Pierre-Augustin Lamothe          | 38 canons                             | 4 unités         | de 1782 à 1791     |
| classe Minerve    | Joseph-Marie-Blaise Coulomb      | 42 pièces (dont 4 caronades)          | 5 unités         | de 1782 à 1794     |
| l’Uranie          | Charles Segondat-Duvernet        | 40 canons                             | 1                | en 1793            |
| classe Seine      | Pierre-Alexandre-Laurent Forfait | 42 pièces (dont 4 caronades)          | 5 unités         | de 1793 à 1797     |
| la Montagne       | Joseph-Marie-Blaise Coulomb      | ?                                     | 1                | en 1794            |
| classe Preneuse   | Raymond-Antoine Haran            | 40 canons                             | 2 unités         | de 1794 à 1798     |
| classe Virginie   | Jacques-Noël Sané                | 44 pièces (30 canons et 14 caronades) | 10 unités        | de 1794 à 1802     |
| la Diane          | Pierre-Joseph Penetreau          | 40 canons                             | 1                | en 1796            |
| classe Carrère    | Pierre-Alexandre-Laurent Forfait | 42 pièces (dont 4 caronades)          | 2 unités         | en 1797            |
| classe Valeureuse | Charles-Henry-Pierre Tellier     | 40 pièces                             | 2 unités         | de 1798 à 1800     |
| la Créole         | Jacques-Augustin Lamothe         | 40 canons                             | 1                | de 1794 à 1798     |
| classe Consolante | François Pestel                  | 40 canons                             | 8 unités         | de 1800 à 1812     |
| classe Hortense   | Jacques-Noël Sané                | 44 pièces (36 canons et 8 caronades)  | 7 unités         | de 1803 à 1807     |
| classe Gloire     | Pierre-Alexandre-Laurent Forfait | 40 canons                             | 7 unités         | de 1803 à 1807     |
| classe Armide     | Pierre Jacques Nicolas Rolland   | 48 pièces (46 canons et 2 caronades)  | 15 unités        | de 1804 à 1823     |
| classe Milanaise  | Charles Segondat-Duvernet        | 40 canons                             | 4 unités         | de 1805 à 1813     |
| classe Pallas     | Jacques-Noël Sané                | 44 pièces (36 canons et 8 caronades)  | 54 unités        | de 1805 à 1832     |

## Américaines
| Noms des frégates | Armements                                         | Dates de lancement |
| ----------------- | ------------------------------------------------- | ------------------ |
| USS Warren        | 36 canons (12 de 18, 14 de 12, 8 de 9)            | 1776               |
| USS Alliance      |                                                   | 1778               |
| USS Constellation |                                                   | 1797               |
| USS Chesapeake    |                                                   | 1799               |
| USS Philadelphia  | 44 pièces (28 canons de 18 et 16 caronades de 32) | 1799               |
| USS Congress      | 40 canons (28 de 18 et 12 de 9)                   | 1799               |
| USS New York      | 46 pièces (26 canons de 18 et 20 caronades de 32) | 1800               |